# Chu Chủ Ái
Chu Chủ Ái (Phồn thể: 朱主愛, Giản thể: 朱主爱, Bính âm: Zhū Zhū ài, sinh ngày 7 tháng 3 năm 1997), thường được biết đến với nghệ danh Joyce Chu (tiếng Hàn: 주사랑; Hán-Việt: Tứ Diệp Thảo), là một nữ ca sĩ, diễn viên và nhạc sĩ người Malaysia gốc Hoa trực thuộc công ty giải trí RED People.

## Tiểu sử
Joyce Chu là một ca sĩ người Malaysia. Cô có một người chị. Cô nổi danh sau khi thực hiện MV "Malaysia Chabor" để khẳng định mình là một cô gái Malaysia chứ không phải người Hàn Quốc như nhiều người nhầm tưởng. MV này đã mang lại thành công cho cô, là bước đệm giúp cô thực hiện những MV khác như: Your Little Round Hand, Like Me...
Năm 2015, Joyce Chu thực hiện EP đầu tiên "I Miss U". Sau đó là "I Miss U 2.0".
Năm 2016, Joyce Chu tới Việt Nam thực hiện MV "I Miss U" phiên bản tiếng Việt với tựa đề "Em nhớ anh". Cô diện áo dài nữ sinh, ôm đàn ngồi hát.
Vào tháng 4 năm 2020, cô đã tham gia bộ phim truyền hình Đài Loan I, Myself. Cô là một trong những diễn viên chính trong loạt phim theo chủ đề tự phục hồi. Vào tháng 5 năm 2020, cô tham gia làm thực tập sinh trong chương trình cuộc thi nhóm nữ Trung Quốc Chuang 2020/Produce Camp 2020, nơi cô là một trong hai thực tập sinh đến từ Đông Nam Á.